# 美唄警察署
美唄警察署（びばいけいさつしょ）は、北海道警察本部が管轄する札幌方面の警察署の一つである。署長は警視。

## 所在地
- 北海道美唄市東1条北7丁目1-1

## 管轄地域
- 美唄市

## 沿革
- 1895年4月 札幌警察署（現・札幌中央警察署）市来知分署沼貝村（現・美唄市）美唄巡査駐在所が設置される。
- 1906年3月29日 札幌警察署市来知分署が廃止され、沼貝村美唄巡査駐在所は岩見沢警察署の管轄になる。
- 1926年7月1日 美唄警察署が独立し月形町に月形分署が配置される。
- 1948年3月7日 美唄町警察署が発足。同時に美唄町公安委員会を設置。
- 1950年4月1日 市政施行により、美唄市警察署に改称。
- 1954年7月1日 北海道警察札幌方面美唄警察署となる。
- 1997年4月1日 現庁舎完成。
- 2024年5月28日 北海道警察が「2026年度に小規模の警察署を統合する方針である」と発表。そのうち美唄警察署は岩見沢警察署に統合される予定[1]。

## 組織
- 署長
- 副署長（警視）
- 警務課（警務係、犯罪被害者支援係、相談係、管理係）
- 会計係
- 刑事・生活安全課（生活安全係、刑事係）
- 地域・交通課（地域係、交通係）
- 警備係

## 交番・駐在所
括弧内は所在地を表す。
- 駅前交番（美唄市東1条南2丁目3-2）
- 茶志内駐在所（美唄市茶志内826-7）
- 東明駐在所（美唄市東明2条2丁目1-6）
- 上美唄駐在所（美唄市茶志内原野170-1）
- 南美唄駐在所（美唄市南美唄1140-10）
- 峰延駐在所（美唄市峰延92）

※光珠内駐在所は、2014年3月末に廃止となった。